# 貝勒巴國家公園
1°23′S 104°20′E / 1.383°S 104.333°E

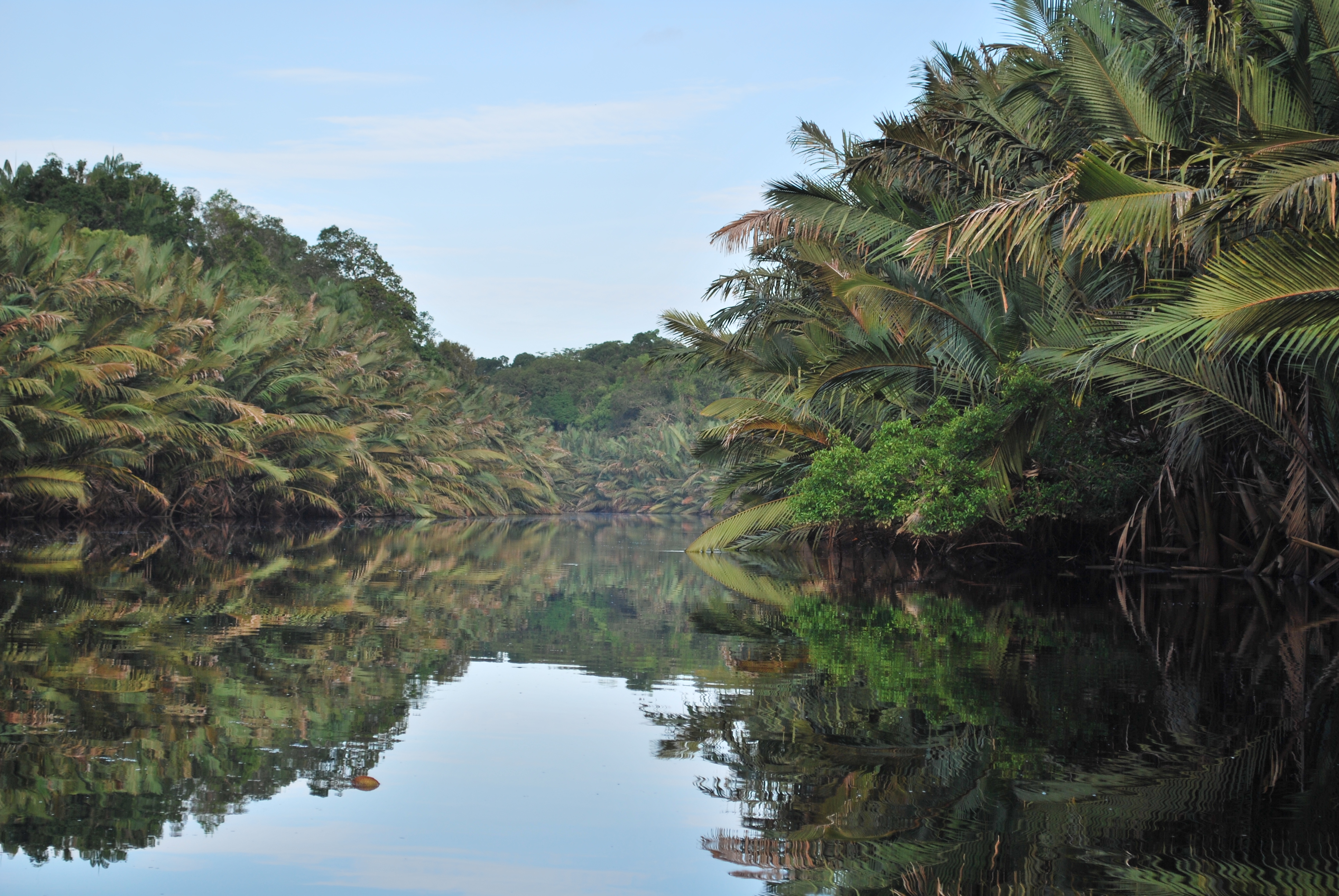

貝勒巴國家公園是印尼的國家公園，位於蘇門答臘東部，處於占碑省，成立於1992年，面積1,627平方公里，有蘇門答臘虎、馬來貘、蘇門答臘犀等哺乳類動物棲息。